# Amartus rufipes
Amartus rufipes är en skalbaggsart som beskrevs av Leconte 1861. Amartus rufipes ingår i släktet Amartus och familjen kullerglansbaggar. Inga underarter finns listade i Catalogue of Life.